# 24th Infantry Division (Vereinigte Staaten)

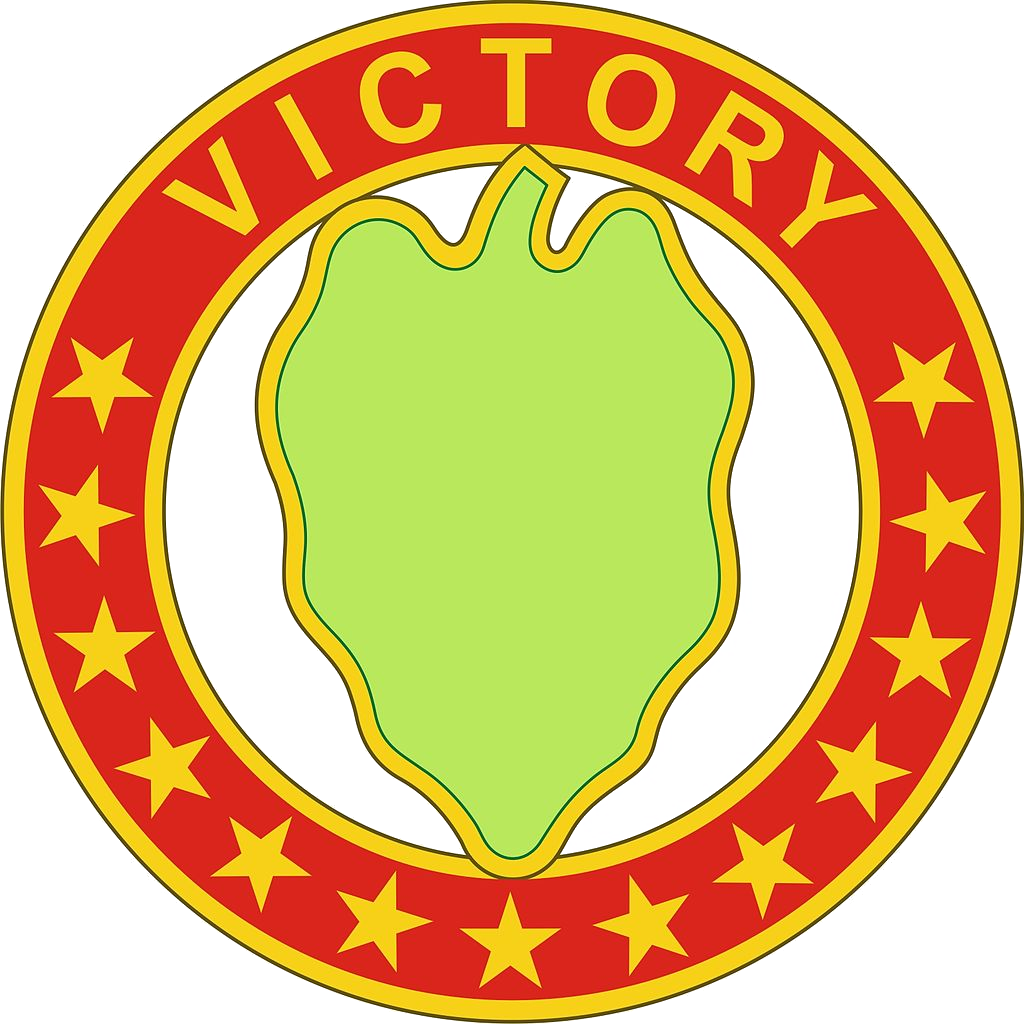
Verbandsabzeichen

Schulterabzeichen

Die 24th Infantry Division (Mechanized) (deutsch 24. US-Infanteriedivision, Spitzname: Victory Division) ist eine derzeit inaktive Division der United States Army, die im Zweiten Weltkrieg, im Koreakrieg und im Golfkrieg kämpfte.

## Geschichte

### Aufstellung und Zweiter Weltkrieg
Die Division wurde im Oktober 1941 zusammen mit der 25. US-Infanteriedivision aus der ehemaligen „Hawaii-Division“ mit Hauptquartier in den Schofield Barracks, Oʻahu, aufgestellt. Sie wird aufgrund ihres Abzeichens auch als Taro Leaf Division („Taro-Blatt-Division“) und ihre Angehörigen als Taromen („Taro-Männer“) bezeichnet. Infolge des japanischen Angriffs auf Pearl Harbor am 7. Dezember 1941 war die Division als einer der ersten amerikanischen Verbände in Kampfhandlungen des Zweiten Weltkriegs verwickelt. Hieraus leitet sich das Motto des Verbands First to fight („Erste im Kampf“) ab. Die Division wurde danach bis 1943 zur Verteidigung Hawaiis eingesetzt.
Im September 1943 wurde die Division nach Australien und im Januar 1944 auf die Goodenough-Insel, Neuguinea, verlegt, wo sie auf die Operation Reckless vorbereitet wurde. Sie landete dabei am 22. April 1944 bei Hollandia an der Nordküste Neuguineas und nahm das dortige Flugfeld ein. Im Oktober und November 1944 nahm sie als Teil des X. Korps an der Landung auf und der nachfolgenden Schlacht um Leyte teil. Teile der Division landeten im Dezember 1944 auf Mindoro und Marinduque (Philippinen). Ein weiteres Regiment unterstützte im Januar 1945 die Landung der 11. US-Luftlandedivision auf Luzon und die Rückeroberung von Corregidor im Februar. Im April 1945 landete die Division auf Mindanao und nahm Anfang Mai Davao ein. Im Zuge der Kämpfe auf den Philippinen erhielt die Division den Beinamen Victory Division („Siegesdivision“).
Nach dem Kriegsende wurde die Division im Oktober 1945 für Besatzungsaufgaben nach Japan verschifft. An vier Angehörige der Division wurde, jeweils posthum, für Leistungen im Zweiten Weltkrieg die Medal of Honor verliehen.
Zusammensetzung im Zweiten Weltkrieg:
- 19th Infantry Regiment
- 21st Infantry Regiment
- 34th Infantry Regiment (ab Juli 1943)
- 298th Infantry Regiment, Hawaii National Guard (bis Juli 1942)
- 299th Infantry Regiment, Hawaii National Guard (Juli 1942 bis Juli 1943)
- 13th Field Artillery Battalion
- 52nd Field Artillery Battalion
- 63rd Field Artillery Battalion
- 11th Field Artillery Battalion (155 mm)
- 24th Signal Company
- 724th Ordnance Company
- 24th Quartermaster Company
- 24th Reconnaissance Troop
- 3rd Engineer Battalion
- 24th Medical Battalion
- 24th Counter Intelligence Detachment

### Koreakrieg
Nach dem nordkoreanischen Angriff auf Südkorea im Juni 1950 waren Elemente der Division als Teil der „Task Force Smith“ im Juli 1950 als erste US-Einheiten an den Kampfhandlungen des Koreakriegs beteiligt. Die Division wurde sofort in schwere Kämpfe verwickelt und musste hohe Ausfälle hinnehmen. (siehe: Schlacht um Daejeon) So musste das 34. Infanterieregiment im August 1950 aufgelöst werden und wurde durch das 5. Infanterieregiment ersetzt. Der damalige kommandierende General der Division, Generalmajor William F. Dean geriet im Juli 1950 in nordkoreanische Gefangenschaft, er erhielt später, wie neun andere Angehörige der Division während des Krieges, die Medal of Honor.
Nach hohen Ausfällen während der Sommer-/Herbstoffensive der UN 1951 wurde die Division Anfang 1952 nach Japan verlegt und der Fernost-Reserve zugeteilt. Nach dem Waffenstillstand vom Juli 1953 wurde die Division im Wechsel mit anderen Verbänden bis 1957 zur Sicherung der demilitarisierten Zone eingesetzt und 1958 in Japan deaktiviert.

### Deutschland
Am 1. Juli 1958 wurde die Division als Ersatz für die 11. US-Luftlandedivision in der Augsburger Flak-Kaserne reaktiviert und übernahm von dieser zwei Luftlandebataillone (1st und 2nd Airborne Battle Group). Die 1st Airborne Battle Group nahm kurze Zeit später an der US-Intervention im Libanon teil. Infolge der Berlin-Krise wurden Teile der Division ab 1961 im Wechsel mit anderen Einheiten der Berlin Brigade zugeteilt.
1963 wurde die in Augsburg und München stationierte Division im Rahmen von ROAD (Reorganization Objective Army Division) zu einer mechanisierten Division, bestehend aus drei Brigaden, umformiert. 1968/69 nahmen zwei Brigaden an der ersten Operation REFORGER teil. Im April 1970 wurde die Division im Zuge der Kräftereduzierung der US-Streitkräfte in Fort Riley, Kansas, deaktiviert.

### Seit 1975
1975 wurde die Division in Fort Stewart, Georgia, reaktiviert. Ihr wurde dabei eine Brigade der Georgia Army National Guard unterstellt.
1990 wurde die Division dem XVIII. US-Luftlandekorps zugeteilt und nach Saudi-Arabien verlegt, um an der UN-Operation zur Befreiung des von irakischen Truppen besetzten Kuwait teilzunehmen. Nach dem Sieg der Koalitionstruppen kehrte die Division im Frühjahr 1991 in die USA zurück. 1993/94 war eine Task Force der 24. ID an der Sicherung des US-Truppenabzugs aus Somalia beteiligt. Zwei Brigaden wurden nach einem irakischen Truppenaufbau an der kuwaitischen Grenze im Herbst 1994 im Rahmen der „Operation Vigilant Warrior“ erneut in die Golfregion verlegt. Am 15. Februar 1996 wurde die Division in Fort Stewart deaktiviert und aus ihren Komponenten die 3. US-Infanteriedivision neuaufgestellt.
1999 wurde die 24. Infanteriedivision mit Hauptquartier in Fort Riley reaktiviert und übernahm als sogenannte Active Component/Reserve Component Division die Kontrolle über drei Brigaden der Nationalgarde (je eine aus North und South Carolina sowie Georgia), bis sie am 1. August 2006 erneut deaktiviert wurde.

## Kommandeure
| Generalmajor Durward S. Wilson          | Oktober 1941 bis August 1942      |
| Generalmajor Frederick A. Irving        | 1942 bis November 1944            |
| Generalmajor Roscoe B. Woodruff         | November 1944 bis November 1945   |
| Brigadegeneral Kenneth F. Cramer        | November 1945 bis Dezember 1945   |
| Generalmajor James A. Lester            | Dezember 1945 bis Januar 1948     |
| Generalmajor Albert C. Smith            | Januar 1948 bis April 1949        |
| Generalmajor Anthony McAuliffe          | April 1949 bis Mai 1949           |
| Generalmajor William F. Dean            | Juni 1949 bis Juli 1950           |
| Generalmajor John H. Church             | Juli 1950 bis Januar 1951         |
| Generalmajor Blackshear M. Bryan        | Januar 1951 bis Dezember 1951     |
| Generalmajor Henry I. Hodes             | Januar 1952 bis Februar 1952      |
| Brigadegeneral Paul D. Adams            | Februar 1952 bis März 1952        |
| Brigadegeneral George W. Smythe         | März 1952 bis Oktober 1952        |
| Brigadegeneral Wilbur E. Dunkelberg     | Oktober 1952                      |
| Brigadegeneral Barksdale Hamlett        | Oktober 1952 bis November 1952    |
| Generalmajor Charles L. Dasher          | November 1952 bis Oktober 1953    |
| Generalmajor Carter B. Magruder         | November 1953 bis Januar 1954     |
| Brigadegeneral Carl I. Hutton           | Januar 1954 bis Februar 1954      |
| Generalmajor Paul D. Harkins            | März 1954 bis Juli 1954           |
| Generalmajor Mark McClure               | Juli 1954 bis Juni 1955           |
| Generalmajor Stanhope B. Mason          | Juli 1955 bis Oktober 1956        |
| Generalmajor Russell L. Vittrup         | Oktober 1956 bis April 1957       |
| Brigadegeneral Charles H. Bonesteel III | April 1957 bis Mai 1957           |
| Generalmajor Ralph Wise Zwicker         | Mai 1957 bis Oktober 1957         |
| —                                       | Oktober 1957 bis Juli 1958        |
| Generalmajor Ralph C. Cooper            | Juli 1958 bis September 1959      |
| Brigadegeneral Albert Watson II         | September 1959 bis Oktober 1959   |
| Brigadegeneral Autry J. Maroun          | Oktober 1959 bis November 1959    |
| Generalmajor Edwin Anderson Walker      | November 1959 bis April 1961      |
| Brigadegeneral Harry J. Lemley          | April 1961 bis Mai 1961           |
| Generalmajor Charles H. Bonesteel III   | Mai 1961 bis April 1962           |
| Generalmajor Benjamin F. Taylor         | April 1962 bis April 1963         |
| Brigadegeneral William A. Enemark       | April 1963 bis Mai 1963           |
| Generalmajor William A. Cunningham III  | Mai 1963 bis Juli 1965            |
| Generalmajor Edward L. Rowny            | Juli 1965 bis September 1966      |
| Brigadegeneral Herron M. Maples         | September 1966 bis Oktober 1966   |
| Generalmajor Roderick Wetherill         | Oktober 1966 bis August 1968      |
| Generalmajor Linton S. Boatwright       | August 1968 bis September 1969    |
| Generalmajor Robert R. Linville         | September 1969 bis März 1970      |
| —                                       | März 1970 bis September 1975      |
| Generalmajor Donald E. Rosenblum        | September 1975 bis September 1977 |
| Generalmajor James B. Vaught            | September 1977 bis August 1979    |
| Generalmajor James F. Cochran III       | August 1979 bis Mai 1981          |
| Generalmajor John R. Galvin             | Juni 1981 bis Juni 1983           |
| Generalmajor Norman Schwarzkopf junior  | Juni 1983 bis Juni 1985           |
| Generalmajor Andrew L. Cooley           | Juni 1985 bis Juli 1987           |
| Generalmajor Michael Spigelmire         | Juli 1987 bis September 1988      |
| Generalmajor Horace G. Taylor           | September 1988 bis Juni 1990      |
| Generalmajor Barry McCaffrey            | Juni 1990 bis Mai 1992            |
| Generalmajor Paul E. Blackwell          | Mai 1992 bis Juni 1994            |
| Generalmajor Joseph E. DeFrancisco      | Juni 1994 bis Mai 1996            |
| —                                       | Mai 1996 bis Juni 1999            |
| Generalmajor Freddy E. McFarren         | Juni 1999 bis August 2000         |
| Generalmajor Robert J. St. Onge Jr.     | August 2000 bis November 2001     |
| Generalmajor Thomas F. Metz             | November 2001 bis Februar 2003    |
| Brigadegeneral Frank Helmick            | Februar 2003 bis Mai 2003         |
| Generalmajor MG Dennis E. Hardy         | Mai 2003 bis August 2006          |
| —                                       | ab August 2006                    |